# Larissa da Silva
Larissa Inae da Silva (n. 4 aprilie 1994, Jundiaí, São Paulo, Brazilia) este o handbalistă braziliană care a jucat până în 2019 pentru clubul românesc CS Măgura Cisnădie. Da Silva, care evoluează pe postul de extremă dreapta, a fost convocată de mai multe ori la loturile naționale de junioare și tineret ale Braziliei și este componentă a echipei naționale de senioare a acestei țări.

## Biografie
Larissa da Silva a început să joace handbal la școala din orașul natal, Complexo Esportivo Francisco Álvaro Siqueira Neto Jundiaí. A evoluat apoi la echipa locală Jundiaí Handebol Clube și la Associação Desportiva Santo André. În ianuarie 2017, ea a semnat un contract cu formația CS Măgura Cisnădie.

## Palmares

### Club
- Cupa EHF:
  - Grupe: 2019

- Liga Națională:
  -  Locul 3: 2018

### Echipa națională
- Torneio Quatro Nações
  -  Medalie de aur: 2017[4]

- Campionatul Pan-American pentru Tineret:
  -  Medalie de aur: 2014

- Torneio Sul-Americano de Handebol Junior
  -  Medalie de argint: 2013